# Монаріу
Монаріу (рум. Monariu) — село у повіті Бистриця-Несеуд в Румунії. Входить до складу комуни Будаку-де-Жос.
Село розташоване на відстані 318 км на північний захід від Бухареста, 7 км на південь від Бистриці, 73 км на північний схід від Клуж-Напоки.

## Населення
За даними перепису населення 2002 року у селі проживали 455 осіб.
Національний склад населення села:
| Національність | Кількість осіб | Відсоток |
| -------------- | -------------- | -------- |
| румуни         | 444            | 97,6%    |
| угорці         | 6              | 1,3%     |
| цигани         | 5              | 1,1%     |

Рідною мовою назвали:
| Мова      | Кількість осіб | Відсоток |
| --------- | -------------- | -------- |
| румунська | 450            | 98,9%    |
| угорська  | 5              | 1,1%     |